# Palpita austrounionalis
Palpita austrounionalis es una especie de polillas de la familia Crambidae descrita por Hiroshi Inoue en 1997. 
Se encuentra en Papúa Nueva Guinea y Australia, donde se ha registrado en Territorio del Norte.